# Panamá Al Brown
Alfonso Teófilo Brown (Colón, 5 de julio de 1902-Nueva York, 11 de abril de 1951), más conocido como Panamá Al Brown, fue un boxeador profesional panameño.  Hizo historia al convertirse en el primer boxeador hispano en ser campeón del mundo, y es ampliamente considerado como uno de los mejores peso gallo en la historia.
Ganó el título peso gallo NYSAC, en 1929, después de derrotar a Gregorio Vidal. En 1930 ganó los títulos peso gallo del NBA e IBU, después de derrotar a Johnny Erickson y Eugène Huat. Después de mudarse a París, Francia, se hizo conocido por su extravagante estilo de vida y el interés por las artes escénicas como un hombre cabaré. Enfrentó barreras raciales a lo largo de su carrera, y fue despojado de los títulos del NYSAC y NBA en 1934. Mantuvo el título IBU hasta 1935, cuando perdió contra Baltasar Sangchili. 
En 1938, peleó por el título peso gallo IBU en una revancha con Sangchili, ganando por puntos. Continuó hasta 1942, pero no pudo alcanzar el mismo nivel de éxito que había gozado anteriormente. En 2002, fue nombrado uno de los 80 mejores boxeadores de los últimos 80 años por la revista The Ring. Ocupa el #5 en el ranking BoxRec mejores boxeadores peso gallo en la historia. Fue admitido en el Salón Internacional de la Fama del Boxeo.

## Primeros años
Alfonso Teófilo Brown nació el 5 de julio de 1902, en Colón, entonces en el departamento de Panamá, Colombia. Su padre, Horacio Brown, murió cuando él tenía de 13 años, y su madre, Esther Lashley, trabajó como aseadora. Su primera exposición al boxeo llegó mientras trabajaba como empleado en el United States Shipping Board, en la Zona del Canal de Panamá, siendo testigo del boxeo de los soldados americanos.

## Carrera profesional

### Inicios
Brown se convirtió en profesional en 1922, bajo la guía del administrador Dave Lumiansky. Su primer combate tuvo lugar el 19 de marzo de 1922, al vencer a José Moreno por decisión en seis asaltos en Colon. En su séptima pelea, el 13 de diciembre del mismo año, venció a Sailor Patchett por decisión en una pelea a 15 asaltos, ganando el título panameño de peso mosca.
El 22 de septiembre de 1923, tuvo su primera pelea en el extranjero, a cuatro asaltos contra Johnny Breslin, en Nueva York. Muy pronto se estableció en la ciudad en 1923. Su ascenso fue rápido, un año después de trasladarse a Nueva York, la revista The Ring le nombró el tercer mejor peso mosca en el mundo; dos años más tarde, fue el sexto mejor peso gallo.
Brown comenzó una extensa campaña a través de los Estados Unidos antes de sufrir su primera derrota, a manos de Jimmy Russo el 6 de diciembre de 1924, por decisión a doce asaltos. Él más tarde habría de vengar esa derrota, y venció a Davey Abad y Willie LaMorte antes de ser descalificado en el primer round contra Frankie Murray el 11 de julio de 1926. A pesar de ese contratiempo, se mantuvo con éxito y, el 10 de noviembre de ese año, noqueó a Antoine Merlo en su debut en París.
Disfrutó de París, tanto que decidió quedarse allí durante el resto de su vida. Se convirtió en un boxeador muy popular en Francia, y luchó en el continente Europeo 40 veces entre 1929 y 1934. Durante los siguientes tres años, venció a varios combatientes, incluyendo el ex campeón del mundo Eugene Criqui.
Un caso interesante ocurrió cuando luchó con Gustav Humery, el 29 de enero de 1929. Brown y Humery previamente habían acordado que no iban a saludarse al tocar los guantes antes de la pelea, y cuando la campana sonó, Brown le golpeó rápidamente, rompiendole a Humery la mandíbula con su primer puñetazo y enviándolo al suelo. Con el conteo del árbitro de diez segundos, la lucha duró un total de quince segundos, uno de los más rápidos nocaut en la historia del boxeo.

### Campeón Mundial peso gallo
El 18 de junio de 1929, hizo historia al convertirse en el primer hispano del mundo en ser campeón del mundo. Venció a Gregorio Vidal por decisión en 15 asaltos para ganar el título vacante peso gallo de NYSAC, en el Estadio Queensboro, Long Island. Se convirtió en un ídolo nacional en Panamá, y en una celebridad instantánea en casi todo el resto de América Latina. Revistas como Ring En Español todavía estaban hablando acerca de su logro, sesenta años después. El 8 de febrero de 1930, Brown venció a Johnny Erickson por descalificación reclamando el título peso gallo de la NBA. El 4 de octubre de 1930, venció a Eugène Huat por decisión unánime ganando el título peso gallo del IBU.
El 30 de julio de 1933, defendió su título contra el campeón británico peso gallo Johnny King, en el Kings Hall, Mánchester. Brown derribó a King varias veces durante las primeras rondas, aunque King continuó luchando. Durante la séptima ronda King atrapó a Brown con una derecha, casi derribándolo, pero logró mantenerse por decisión de puntos.
El 19 de febrero de 1934, defendió su título contra Victor Perez en el Palacio de los Deportes, de París, en lo que sería el primero de tres encuentros entre los dos boxeadores. Brown con una considerable altura y alcance de ventaja, resultó mucho para el tunecino, que perdió por puntos. Poco después de fue despojado del título NBA por no defenderlo en contra de su principal candidato Rodolfo Casanova.
Brown retuvo su título nueve veces y tuvo innumerables peleas antes de la revancha con Hummey que terminó en un desastre: el 17 de mayo de 1934, Brown fue descalificado en el primer asalto de seis en París por el uso de tácticas ilegales. Un motín se inició, Brown resultó con varios huesos rotos y fue enviado semi-inconsciente por parte de los aficionados antes de que la policía le pudiera ayudar. Veinte minutos más tarde, el lugar donde el duelo se celebró había sido casi destruido en su totalidad.
Para su próxima defensa del título, el 1 de noviembre del mismo año, viajó a Túnez, en su segundo encuentro contra Pérez. Contado en el round diez, Pérez desde el suelo alegaba que Brown lo había golpeado con un golpe ilegal.
El 1 de junio de 1935, perdió el título contra Baltasar Sangchili por decisión a 15 asaltos, en la Plaza de Toros, en Valencia, España. Después de perder, eligió retirarse del boxeo sufriendo los prolongados efectos del uso de drogas, fue persuadido por Jean Cocteau para desintoxicarse, y comenzar el entrenamiento para regresar al boxeo. Tuvo una revancha con Sangchili el 4 de marzo de 1938, vengando así su pérdida anterior por decisión en 15 asaltos para ganar el título peso gallo vacante del IBU, pero esta vez el título ya no era reconocido en los Estados Unidos. Su revancha contra Sangchili se cree que fue su última gran noche y, cediendo a los deseos de Cocteau, Brown se comprometió a retirarse después de una lucha más, que llegó en 1939 contra Valentín Angelmann en París.

### Después de su carrera
Con el advenimiento de la Segunda Guerra Mundial, se trasladó a los Estados Unidos, instalandose en el barrio de Harlem donde trató de buscar trabajo en cabarets como los que realizó en París, cuando no estaba luchando. No había ninguno y nuevamente estuvo luchando, aunque no tan bien.
Brown continuó luchando hasta 1942, desafiando, sin éxito, por el título peso Pluma panameño el 30 de septiembre de 1942, con Leocadio Torres, pero se retiró como ganador, venciendo a Kid Fortuna por decisión en diez asaltos el 4 de diciembre del mismo año.
No mucho después, fue arrestado por uso de cocaína y deportado por un año. Regresó a Nueva York después y, a sus 40 años de edad, recibió muchos golpes, mientras actuaba como sparring en un gimnasio del barrio de Harlem, ganando un dólar por round.
Brown murió de tuberculosis, sin un centavo, en 1951 en la Ciudad de Nueva York. Se había desmayado en la Calle 42. La policía pensó que estaba borracho y se lo llevó a la estación. Finalmente fue trasladado al Sea View Hospital. Murió el 11 de abril, consciente de que no mucho antes, uno de los diarios de París, había iniciado conversaciones sobre la posibilidad de organizar una recaudación de fondos para pagar su viaje de vuelta a casa.
Después de su muerte, el escritor Eduardo Arroyo escribió una biografía de Panamá Al, titulado Panamá Al Brown, 1902-1951.
Su registro final se estima que fueron 123 victorias, 18 derrotas y 10 empates, con 55 nocauts, colocándolo en la exclusiva lista de boxeadores que han ganado 50 o más victorias por nocaut. Fue el reconocido campeón del mundo peso gallo seis años y durante ese tiempo hizo 11 título defensas contra los mejores bantamweights y featherweights de su época.

## Vida personal
Brown se enamoró rápidamente de París, y, como resultado, pasó gran parte de su vida allí. Fue conocido por vestir bien y disfrutar de la vida nocturna de la ciudad, frecuentando bares y clubes de jazz. Él era dueño de un número de coches incluyendo un 1929 Packard 645 deportivo, y varios Bugatti. Se unió a la Revue Nègre de Josephine Baker como bailarín de tap. Su pareja Jean Cocteau le ayudó. Debutó en cabaret como cantante y bailarín en el Caprice Viennoise.
Durante la década de 1930, contrajo sífilis, y sufrió de heridas en su espalda. Se recuperó lo suficiente como para continuar con su carrera, aunque sin antibióticos se desconoce en qué medida se sobrepuso a la infección.

## Notables episodios
| Resultado     | Oponente            | Tipo | Round., Tiempo | Fecha      | Locación                                  |
| ganador       | Kid Fortune         | PTS  | 10             | 1942-12-04 | Club Tropical, Colón                      |
| Empate (Draw) | Leocadio Torres     | PTS  | 15             | 1942-08-30 | Estadio Olímpico, Panamá                  |
| ganador       | Valentin Angelmann  | KO   | 8 (15)         | 1938-04-13 | Palais des Sports, Paris                  |
| ganador       | Baltasar Sangchili  | SD   | 15             | 1938-03-04 | Palais des Sports, Paris                  |
| perdió        | Baltasar Sangchili  | PTS  | 15             | 1935-06-01 | Plaza de Toros, Valencia                  |
| ganador       | Young Perez         | KO   | 10 (15)        | 1934-11-01 | Parc du Belvedere, Túnez                  |
| ganador       | Young Perez         | UD   | 15             | 1934-02-19 | Palais des Sports, Paris                  |
| ganador       | Johnny King         | PTS  | 15             | 1933-07-03 | Kings Hall, Mánchester                    |
| ganador       | Domenico Bernasconi | UD   | 15             | 1933-03-19 | Palazzo Dello Sport, Milan                |
| ganador       | Kid Francis         | SD   | 15             | 1932-07-10 | Arènes du Rond-Point du Prado, Marseille  |
| ganador       | Eugène Huat         | UD   | 15             | 1931-10-27 | Forum, Montreal                           |
| ganador       | Pete Sanstol        | SD   | 15             | 1931-08-25 | Forum, Montreal                           |
| ganador       | Eugène Huat         | UD   | 15             | 1930-10-04 | Vélodrome d'Hiver, Paris                  |
| ganador       | Johnny Erickson     | DQ   | 15             | 1930-02-08 | Olympia Boxing Club, New York             |
| ganador       | Gregorio Vidal      | UD   | 15             | 1929-06-18 | Queensboro Stadium, Long Island, New York |
| ganador       | Antoine Merlo       | KO   | 3 (10)         | 1926-10-11 | Salle Wagram, Paris                       |
| ganador       | Sailor Patchett     | PTS  | 15             | 1922-12-19 | Central American Stadium, Colón           |
| ganador       | Jose Moreno         | PTS  | 6              | 1922-03-19 | Colón                                     |